# Drenthe
Drenthe este o provincie a Țărilor de Jos, care se găsește în nord estul țării.  Capitala sa este Assen.  Se învecinează cu provinciile Overijssel la sud, cu Friesland la est, cu Groningen la nord, și cu Germania la est.

## Istorie
Drenthe, spre deosebire de majoritatea părților Țărilor de Jos, a fost întodeauna o regiune rurală, relativ slab populată.  În ciuda părerii răspândite în Țările de Jos că Drenthe pare a nu aparține Țărilor de Jos, datorită acestei densității scăzute a populației, există dovezi de locuire a acestor locuri încă din preistorie.  Cele mai clare dovezi de prezență umană străveche o reprezintă dolmenele (hunebedden în limba neerlandeză) ce se pare că au fost construite acum aproximativ 5.500 de ani.  Un alt fapt semnificativ este numărul acestora, 53 din cele 54 de dolmene cunoscute ale Olandei se găsesc pe acest teritoriu, mai exact, sunt concentrate în nord-estul provinciei.  
Numele Drenthe a fost prima dată menționat într-un document datând din anul 820, în care era menționat ca Pago Treanth, adică districtul Drenthe. În arhivele "Het Drents Archief", acoperind perioada 1024 - 1025, este menționat ca județul Drenthe.    
După o perioadă îndelungată de timp, în care a fost sub jurisdicția episcopatului Utecht, Drenthe a ajuns sub controlul împăratului Carol Quintul în secolul al XVI-lea.  O dată cu declararea Republicii celor șapte provincii unite, Drenthe a devenit o parte a acesteia, chiar dacă nu a dobândit statutul de provincie până la 1 ianuarie 1796.    
În timpul celui de-al doilea război mondial, germanii au construit un lagăr de concentrare în apropierea orașului Westerbork, unde evreii olandezi au fost închiși înainte de trimiterea lor în alte lagăre de concentrare din Germani și Polonia.  Faimoasa fetiță evreică olandeză, Anne Frank, a fost deportată cu ultimul tren pe care germanii l-au expediat din Westerbork spre Germania.

## Politică
Consiliul provincial (Provinciale Staten în limba neerlandeză), este organul de conducere provincial, având 51 de locuri și fiind condus de reprezentantul reginei, actualmente Comisionarul Relus ter Beek.  În timp ce toți cei 51 de membri sunt aleși de locuitorii provinciei, Comisionarul este numit de către Regină și de cabinetul (guvernul) Olandei.  Actualmente, cu cele 19 locuri din 51, pe care le ocupă, partidul socialist,  PvdA, este cel mai larg reprezentat partid din Consiliu. 
Problemele de zi cu zi ale provinciei Drenthe sunt rezolvate de așa-zișii Gedeputeerde Staten, care alcătuiesc un grup de lideri executivi asemănători unui consiliu de miniștri local, care sunt conduși și coordonți, de asemenea, de către reprezentantul reginei.  Membrii săi, numiți gedeputeerden, pot fi comparați în funcție cu miniștri.

## Comune
Datorită reorganizării din anii 1990, numărul de comune din Drenthe a fost redus la douăsprezece. Majoritatea acestora au în componență mai multe orașe și sate. 
1. Aa en Hunze
2. Assen
3. Borger-Odoorn
4. Coevorden
5. Emmen
6. Hoogeveen
7. Meppel
8. Midden-Drenthe
9. Noordenveld
10. Tynaarlo
11. Westerveld
12. De Wolden

## Geografie
În afara capitalei provinciei, Assen, alte orașe importante sunt Emmen, Meppel și Hoogeveen.  Provincia Drenthe, fiind constituită geomorfologic mai ales dintr-o formă de câmpie joasă, nu are cursuri de apă sau ape stătătoare semnificative.

## Economie
Agricultura este cotată ca fiind o importantă ocupație în provincia Drenthe, chiar dacă diferite zone industriale se găsesc în apropierea orașelor.  
Liniștea și frumusețea regiunii fac ca turismul să constituie un alt factor economic important, alături de agricultura foarte modernă și intensivă.

## Dialectul Drents
Drenthe are propriul său dialect, denumit Drents după numele provinciei, dar fiecare oraș ori sat are propria sa versiune. 
| Drents în Emmen:                                      | We moet'n nie zo haas'n'n. (în limba neerlandeză: We moeten niet zo haasten. română: Nu trebuie să ne grăbim. ). |
| Drents în Ruinen:                                     | een, tweej, drai, vier, vaif, zees, zeeve, aach, neuge, tein. (1,2,3,4,5,6,7,8,9,10).                            |
| Drents în Noordenveld:                                | ain, twai, drai, vaier, vief zes, zeum, aacht, neegn, tien. (1,2,3,4,5,6,7,8,9,10).                              |
| Drents în Ruinerwold (aproximativ 10 km față Ruinen): | iene, tweie, dreie, veere, vieve, zesse, zeum, achte, neegn, tiene. (1,2,3,4,5,6,7,8,9,10).                      |